# Bác sĩ Zhivago (phim)
Bác sĩ Zhivago (tiếng Ý: Il dottor Živago; tiếng Anh: Doctor Zhivago) là một phim của Anh được sản xuất năm 1965 do David Lean đạo diễn và dựa theo truyện nổi tiếng cùng tên của nhà văn Nga Boris Pasternak. Cuốn tiểu thuyết đã được Viện Hàn lâm Thụy Điển trao giải Nobel về văn học năm 1958, bị cấm phát hành tại Liên Bang Xô viết cho mãi đến năm 1988.
Phim nổi tiếng trong nhiều thập kỉ và cho đến năm 2014 vẫn là phim có doanh thu cao thứ tám mọi thời đại, không tính lạm phát.

## Nội dung
Nói về mối tình của một bác sĩ đã có vợ con, với hồn thơ lai láng, và một cô y tá xinh đẹp lãng mạn mà ông gặp gỡ như một định mệnh oái oăm với những giằng co éo le tình cảm, phim trình bày theo lối kể chuyện xen kẽ nhau hai cảnh đời của Yuri và Lara cho đến khi hai người yêu nhau và xa nhau, với nhạc phim "Lara's Theme" réo rắt làm nền, thiết tha trong tiếng đàn balalaika. Phim đã thành bất hủ trong hơn bốn mươi năm qua, đã khiến cho tên tuổi của nhà đạo diễn phim David Lean, và hai tài tử Omar Sharif cùng Julie Christie đi vào huyền thoại.
Tướng Yevgraf Zhivago (Alec Guinness) tìm kiếm một đứa cháu gái con ngoại hôn của em trai mình là bác sĩ Yuri Zhivago (Omar Sherif) và người tình Lara Antipova (Julie Christie). Ông tìm thấy một thiếu nữ quê mùa đang làm việc trên công trường mà ông tin rằng đó là người cháu thất lạc của ông, cho gọi lên để hỏi han, và thuật lại chuyện xưa.
Yuri mồ côi từ nhỏ. Gia sản duy nhất của cậu là cây đàn balalaika do mẹ để lại. Sau khi mẹ mất, Yuri về sống với gia đình Gromeko tại Moskva: ông Alexander (Ralph Richardson), bà Anna (Siobhán McKenna) và cô con gái độc nhất của họ là Tonya (Geraldine Chaplin) mà sau đó Yuri lấy làm vợ. Ông Alexander Gromeko là một giáo sư đã về hưu và cũng nhờ đó mà Yuri đã được giới thiệu vào học trường thuốc dưới sự hướng dẫn của bác sĩ Boris Kurt (Geoffey Keen) mặc dù chàng có tài làm thơ.
Trong lúc đó thì Lara đang sống với mẹ (Adrienne Corri) làm nghề thợ may và "dưỡng phụ" Victor Komarovsky, một luật sư rất có thế lực chính trị. Komarovsky cũng là bạn của người cha quá cố của Yuri trong việc hùn hạp kinh doanh trước kia. Lara có cảm tình với Pasha Antipov (Tom Courteney), một nhà cách mạng lý tưởng, bị thương (đạp bể kính đeo mắt) trong một cuộc biểu tình.
Khi mẹ Lara biết Komarovsky có quan hệ mật thiết với con mình, bà uống iodine để tự vẫn. Komarovsky cho mời bác sĩ Kurt và Yuri đến để cứu sống, và nhân đó mà Yuri gặp gỡ Lara lần đầu.
Khi Pasha, giờ này hoạt động cho Bolshevik, cho Komarovsky biết có ý định muốn lấy Lara, thì bị ông lạnh lùng và có ý miệt thị Pasha và chế nhạo hỏi, "Anh làm có đủ sống không ?", và có ý ngăn cản cuộc hôn nhân của Lara, mặc dù hai người tỏ thái độ rất quả quyết trước mặt ông. Thật ra thì Lara đã sa ngã vào vòng tay của Komarovsky trước đó vì những sự nuông chiều, lệ thuộc, và bị cám dỗ vào vật chất từ những sự cung phụng của ông. Ông đã ôm hôn lên môi nàng lần đầu trong cỗ xe sau một buổi dạ tiệc mặc dù nàng có kháng cự lại một cách yếu ớt. Nàng đã ở lại đêm với Komarovsky nhiều bận, và mặc dù không thể hiện trên màn ảnh, nhưng phim ngầm cho người xem biết rằng nàng đã thất thân với ông. Sau khi biết Lara có ý định lấy Pasha, Komarovsky điên tiết mắng nàng: "Cô có biết không, cô chỉ là một con đĩ!". Nàng tát vào mặt Komarovsky, ông tát lại, và đè nàng ra hãm hiếp. Nàng cố đẩy ra, nhưng phút chốc lại ôm lấy cổ ông. Hãm hiếp nàng xong ông nói "cô đừng có tự dối mình rằng tôi đã cưỡng hiếp cô vì chính cả hai chúng ta cùng được sướng". Chính vì thái độ miệt thị của Komarovsky mà Lara cảm thấy mình bị xúc phạm nặng nề. Để thỏa mãn lòng tự ái của mình, Lara bọc trong mình một khẩu súng lục của Pasha nhờ dấu hộ, theo Komarovsky đến một buổi tiệc Giáng sinh, bắn ông này (cũng may là ông thoát chết), trước cặp mắt sững sốt của quan khách, trong đó có Yuri.
Lara đem chuyện viết thư kể hết cho Pasha. Pasha đau khổ gục khóc trên vai nàng. Nhưng rồi hai người cũng lấy nhau sanh ra một đứa con gái.
Chiến tranh cách mạng xảy ra, Pasha bị mất tích. Lara xung phong làm y tá ra chiến trường để tìm chồng và đã gặp Yuri - lúc này là Bác sĩ Zhivago làm việc cứu thương cho đội Thánh Giá (Holy Cross). Hai người làm việc chung với nhau sáu tháng. Tình của hai người còn trong giai đoạn phôi thai, chỉ bắt đầu từ tình đồng nghiệp. Cách mạng thành công "Nga Hoàng bị nhốt, Lê-nin ở tại Moskva". Phim chiếu đoạn hai người đối thoại nhau trong lúc chia tay, trong lúc Lara đang ủi đồ. Họ hỏi nhau, " Anh về đâu?", "Còn cô về đâu?". Bất giác Zhivago hỏi "Có lẽ cô đã có người đùm bọc khi trở về". Chàng có ý ám chỉ Komarovsky. Lara nhìn sững làm cháy khét cái áo đang ủi.
Rồi hai người cũng chia tay. Zhivago trở về nhà tại Moskva thấy nhà mình bị ủy ban cách mạng mới trưng dụng, phân theo lối ở chung cư rất chật hẹp. Nhà thiếu củi nấu ăn, Zhivago nửa đêm lẻn ra bẻ gỗ hàng rào và tình cờ gặp lại người anh cùng mẹ khác cha là Yegraf (người đang thuật chuyện) nay là một viên chức cao cấp; và theo lời khuyên của ông này, Zhivago cùng gia đình đến sống tại điền trang Gromeko, ở Varykino, vùng Ural. Và Zhivago đã tình cờ gặp Lara tại một thư viện địa phương. Hai người nhận ra nhau. Lara mời Zhivago về nhà. Hai người hôn nhau, và chẳng mấy chốc đã mau chóng yêu một cách mãnh liệt.

## Diễn viên
- Omar Sharif.... Bác sĩ Yuri Zhivago
- Julie Christie.... Lara Antipova
- Geraldine Chaplin.... Tonya Gromeko
- Rod Steiger.... Viktor Komarovsky
- Alec Guinness.... Tướng Yevgraf Zhivago
- Tom Courtenay.... Pasha
- Siobhan McKenna.... Anna
- Ralph Richardson.... Alexander Gromeko
- Rita Tushingham.... Cô gái
- Jeffrey Rockland.... Sasha
- Tarek Sharif.... Yuri (lúc 8 tuổi)
- Bernard Kay.... Bolshevik
- Klaus Kinski.... Kostoyed Amourski
- Gérard Tichy.... Liberius

## Giải thưởng
Phim giành được năm giải Oscar:
1. Chỉ đạo nghệ thuật, dàn dựng cảnh trí và màu sắc: John Box; Terence Marsh; Dario Simoni
2. Quay phim: Freddie Young
3. Thiết kế trang phục: Phyllis Dalton
4. Nhạc phim: Maurice Jarre
5. Kịch bản chuyển thể: Robert Bolt

Phim được đề cử năm giải Oscar khác:
1. Phim hay nhất
2. Đạo diễn xuất sắc nhất
3. Nam diễn viên phụ xuất sắc nhất: Tom Courtenay
4. Biên tập xuất sắc nhất
5. Âm thanh xuất sắc nhất
Phim cũng giành được năm giải Quả cầu vàng cho Phim chính kịch hay nhất, Đạo diễn phim chính kịch xuất sắc nhất, Nam diễn viên phim chính kịch xuất sắc nhất, Kịch bản xuất sắc nhất, Nhạc phim xuất sắc nhất.